# Mlačište
Mlačište (cyr. Млачиште) – wieś w Serbii, w okręgu jablanickim, w gminie Crna Trava. W 2011 roku liczyła 20 mieszkańców.